# Viktor Rubow
Viktor Rubow, född 30 mars 1871 i Köpenhamn, död där 21 oktober 1929, var en dansk läkare och politiker. Han var bror till Rudolph Rubow och far till Paul V. Rubow.
Rubow blev candidatus medicinæ 1896 och disputerade för doktorsgraden 1903. Han var framstående kardiolog och överläkare vid Finseninstitutet från 1907. Han var från 1920 en ivrig politiker för Venstre; han var 1921–1926 representant i Köpenhamns borgarrepresentation, 1926–1929 hälsominister i ministeriet Thomas Madsen-Mygdal och genomförde viktiga delar av dess "nedskärning".

## Utmärkelser
- Kommendör av Dannebrogorden,  1929[2]

[Redigera Wikidata]